# Мельниченко, Иван Александрович
Иван Александрович Мельниченко (1918—1944) — капитан Рабоче-крестьянской Красной Армии, участник Великой Отечественной войны, Герой Советского Союза (1945).

## Биография
Иван Мельниченко родился 18 ноября 1918 года в селе Петропавловская Борщаговка (ныне — Киево-Святошинский район Киевской области Украины). После окончания начальной школы проживал и работал в Киеве. В 1939 году Мельниченко был призван на службу в Рабоче-крестьянскую Красную Армию. С 1942 года — на фронтах Великой Отечественной войны. К июню 1944 года капитан Иван Мельниченко командовал стрелковым батальоном 292-го стрелкового полка 199-й стрелковой дивизии 2-го Белорусского фронта. Отличился во время Белорусской операции.
В июне 1944 года батальон Мельниченко переправился через реку Бася и захватил плацдарм на её западном берегу, после чего удерживал его до переправы основных сил. Пройдя с боями дальше на запад, батальон успешно переправился через Днепр и вышел в тыл немецким войскам, захватив плацдарм и окопавшись на нём. 27 июня 1944 года немецкие войска предприняли большое количество немецких контратак. В критический момент боя Мельниченко сам поднял свой батальон в атаку, отбросив противника. В том бою он получил тяжёлое ранение в голову, от которого скончался в госпитале 4 июля 1944 года. Похоронен в селе Бошары Мстиславского района Могилёвской области Белоруссии.
Указом Президиума Верховного Совета СССР от 24 марта 1945 года за «мужество и героизм, проявленные при форсировании Днепра и удержании плацдарма» капитан Иван Мельниченко посмертно был удостоен высокого звания Героя Советского Союза. Также посмертно был награждён орденом Ленина.
В честь Мельниченко названа улица в Киеве.